# Lycomorphodes tortricina
Lycomorphodes tortricina là một loài bướm đêm thuộc phân họ Arctiinae, họ Erebidae.